# Habrocestum dubium
Habrocestum dubium là một loài nhện trong họ Salticidae.
Loài này thuộc chi Habrocestum. Habrocestum dubium được Wanda Wesołowska & Antonius van Harten miêu tả năm 2002.